# Felip de Copons d’Aiguaviva-Tamarit
Felip de Copons d’Aiguaviva-Tamarit (Perpinyà, 20 de gener de 1614? - ?, 1686) va ser senyor d’Aiguaviva, doctor en Drets, magistrat de la Reial Audiència de Catalunya i president del Consell Sobirà de Rosselló.
Com a membre del Consell Reial, va assistir a l’entrada del virrei francès Brezé (febrer de 1642). El març de 1646, com a assessor de la Diputació del General, firma el dictamen sobre l’arrest de Gispert d'Amat, president del General. A finals de 1650, com a membre de la Reial Audiència de Catalunya, forma part de la comissió que ha de triar un comissari català per regular l’allotjament de les tropes. A mitjans de 1651 participa de les reunions sobre del Batalló del General. Com a jutge del Reial Consell Criminal, va condemnar a mort els germans Sarriera, com a promotors del complot de Vic (juny de 1652).
Després de la caiguda de Barcelona, va traslladar-se a Rosselló. El 1660 va ser nomenat membre del Consell Reial del Rosselló, del qual va acabar sent-ne president i advocat general. 
Les autoritats castelleres li van confiscar les castlanies de Vila-rodona i de Martinell i la casa de Vilanova del Penedès. Per compensar-ho, la monarquia francesa li va concedir el senyoriu del Prat i censals requisats a la família Llupià (1672). En morir-se Vicenç de Margarit, se’l va considerar nomenar-lo bisbe d’Elna.
El juliol de 1684 va ser el marmessor testamentari de Josep de Margarit.